# Hans Marchwitza

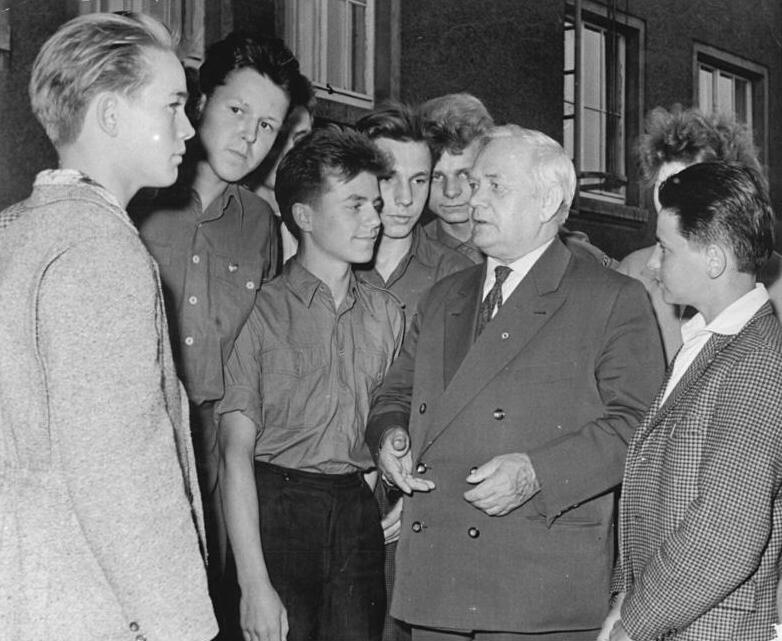
Hans Marchwitza im Gespräch mit Jugendlichen (1959)

25+10 Pfennig-Sondermarke der DDR-Post 1966 mit Hans Marchwitza als Spanienkämpfer

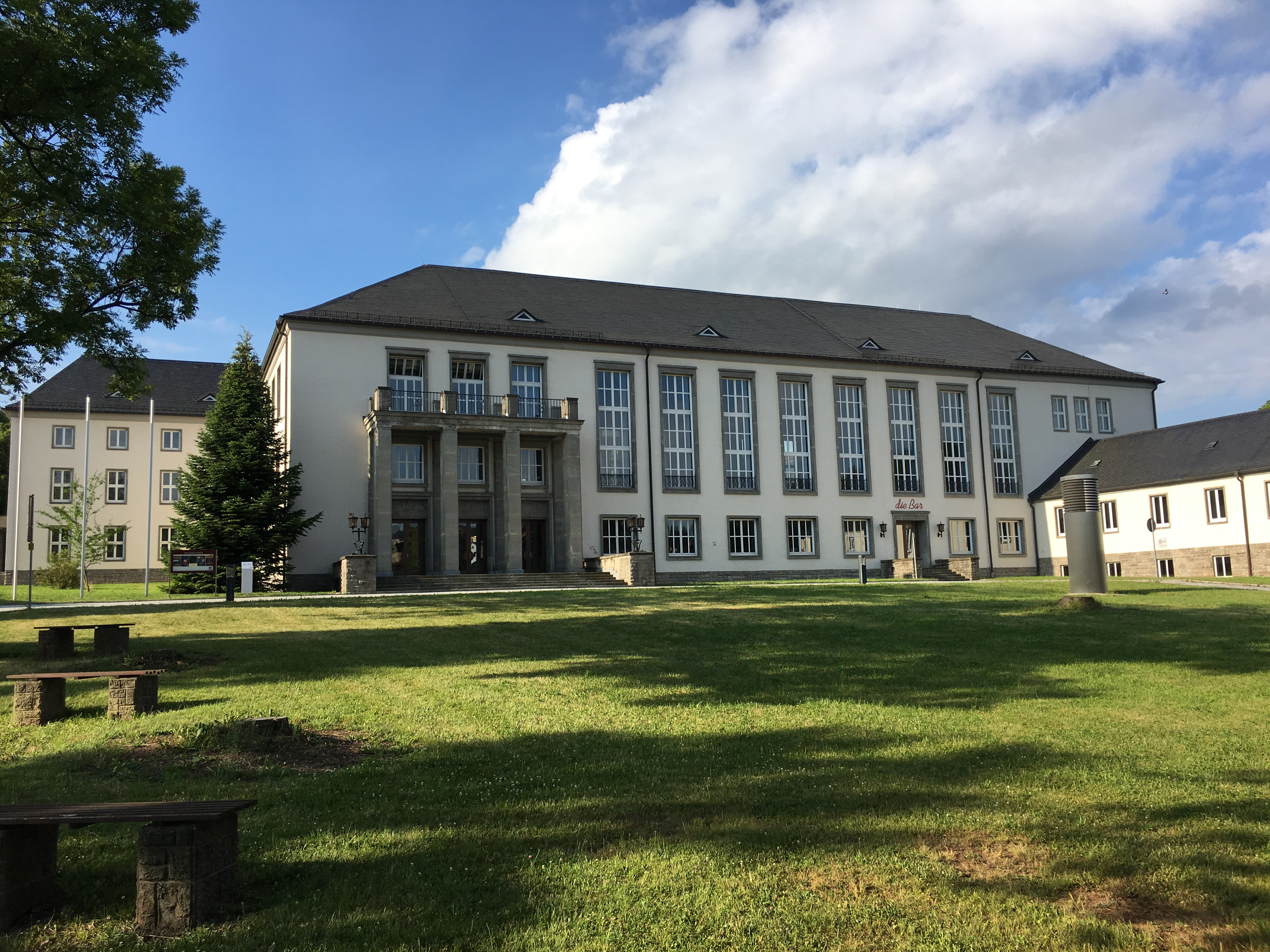
Kulturhaus „Hans Marchwitza“ in Oelsnitz im Erzgebirge

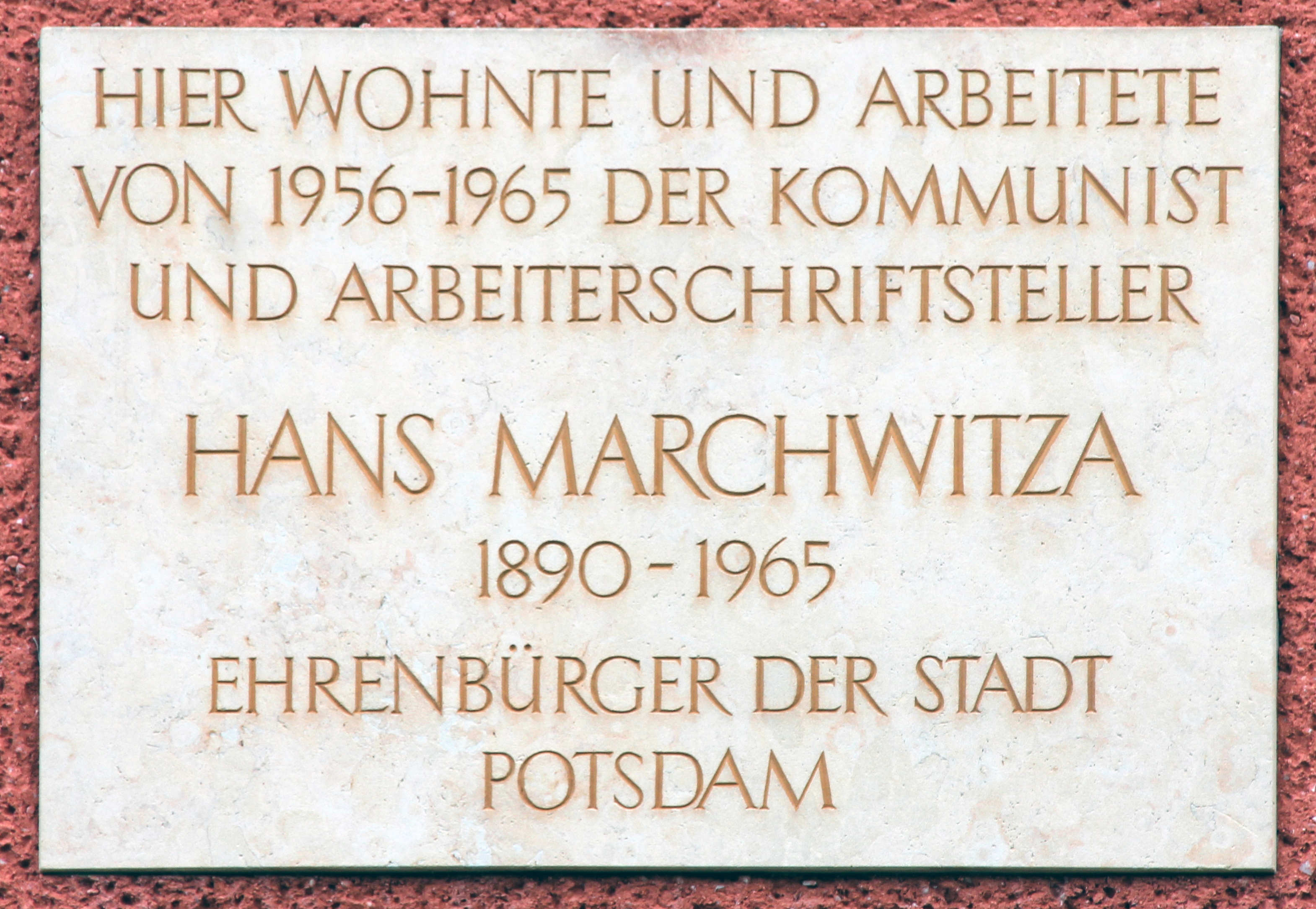
Gedenktafel am Haus Rosa-Luxemburg-Straße 27 in Babelsberg

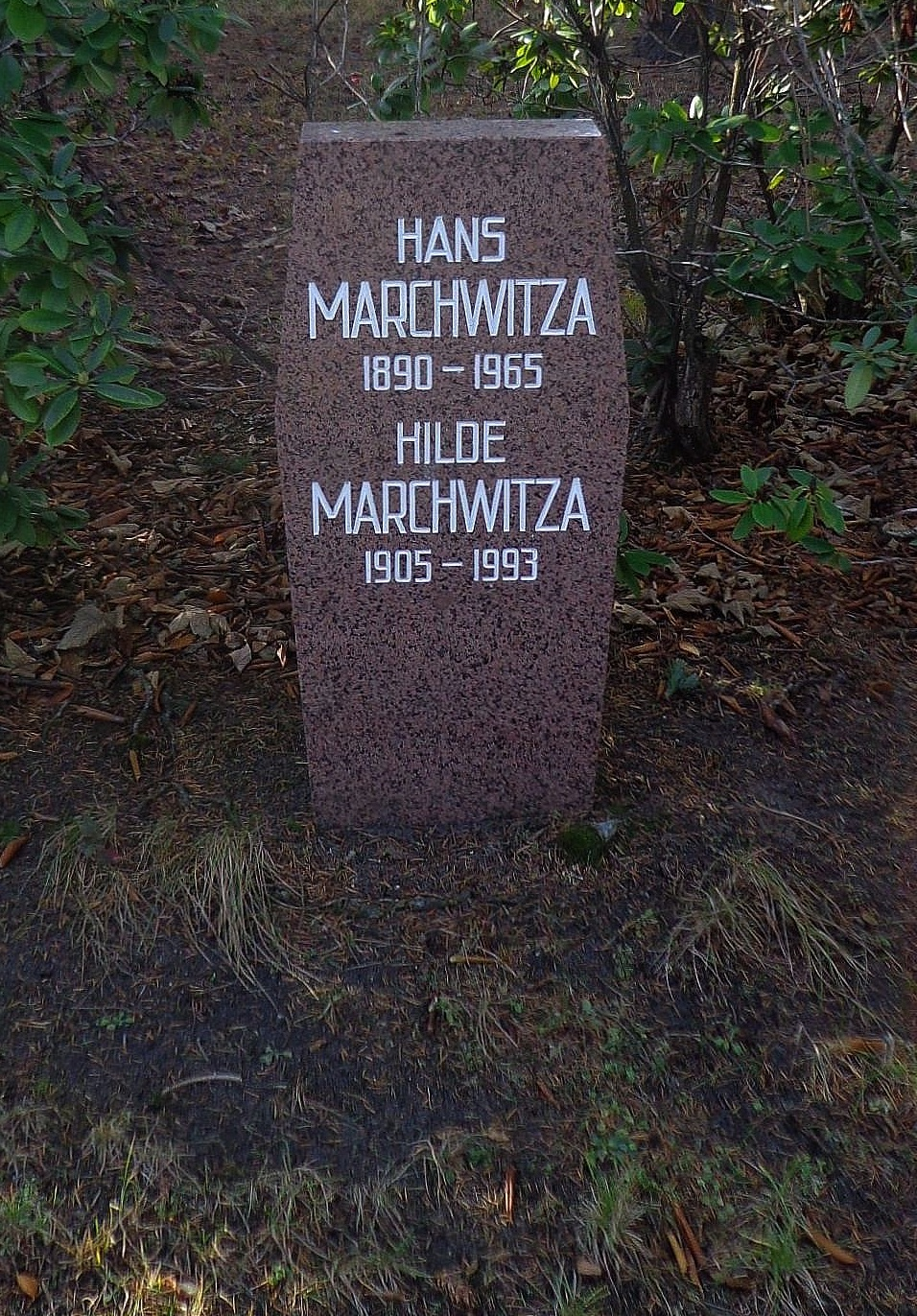
Grab von Hans Marchwitza und seiner zweiten Frau Hilde, geb. Gottwick (1905–1993), auf dem Zentralfriedhof Friedrichsfelde in Berlin

Hans Marchwitza (* 25. Juni 1890 in Scharley bei Beuthen, Oberschlesien; † 17. Januar 1965 in Potsdam-Babelsberg) war ein deutscher Arbeiterdichter, Schriftsteller und Kommunist.

## Leben

### Herkunft und frühe Jahre
Hans Marchwitza war der Sohn des Bergarbeiters Thomas Marchwitza und dessen Ehefrau Thekla Maxisch. Bereits mit 14 Jahren war Marchwitza 1904 selbst unter Tage tätig. 1910 ließ er sich als Bergarbeiter ins Ruhrgebiet anwerben.
Doch schon zwei Jahre später wurde er wegen der Teilnahme an einem Streik arbeitslos. Bis er 1915 zum Militär eingezogen wurde, verdiente sich Marchwitza seinen Lebensunterhalt als Hilfsarbeiter. Bis 1918 diente er als Soldat an der Westfront. Aus dem Krieg zurückgekehrt, wurde er noch im selben Jahr Mitglied der Soldatenratswehr. 1919 schloss sich Marchwitza der USPD an. Im darauf folgenden Jahr kämpfte er als Zugführer der Roten Ruhr-Armee gegen Kapp-Putsch, Freikorps und die Reichswehr. 1920 trat er auch in die KPD ein. Als Frankreich das Ruhrgebiet besetzte, leistete auch Marchwitza erbitterten Widerstand.

### Beginn schriftstellerischer Tätigkeit und Zeit im Ausland
Inzwischen war er als Streikteilnehmer wieder arbeitslos geworden. In diese Zeit fallen auch seine ersten schriftstellerischen Versuche. Alexander Abusch, ein Redakteur beim Ruhr-Echo, unterstützte und förderte Marchwitza und veröffentlichte dessen erste Arbeiten. Ab 1924 konnte Marchwitza in den kommunistischen Zeitungen Rote Fahne und Rote Front ebenfalls veröffentlichen. 1928 war er einer der Mitbegründer des Bundes proletarisch-revolutionärer Schriftsteller Deutschlands. 1929 wurde er zusammen mit mehreren Journalisten und Schriftstellern in die Sowjetunion eingeladen. Er war ab Mai 1930 einer der Herausgeber der Zeitschrift Die Linkskurve. 1930 debütierte Marchwitza mit seinem ersten Buch Sturm auf Essen (Reportage über die Kämpfe im Ruhrgebiet 1920). Sofort nach der Machtübernahme durch die Nationalsozialisten floh er nach Zürich, wo er im April 1933 als politischer Flüchtling um Asyl nachsuchte. Unter einem Decknamen trat er der Kommunistischen Partei der Schweiz bei. Die Tarnung wurde entdeckt und Marchwitza im Herbst 1934 wieder ausgewiesen. Bis 1935 war er für die KPD im französisch besetzten Saarland und kämpfte als Offizier ab 1936 im Spanischen Bürgerkrieg.

### Späte Jahre
1938 kehrte er aus Spanien zurück und wurde beim Grenzübertritt nach Frankreich sofort verhaftet und interniert. 1941 gelang es ihm, in die USA zu fliehen. Dort wurde er in New York City ebenfalls interniert, konnte aber als Bau- und Hilfsarbeiter arbeiten. 1946 kehrte er mit seiner Frau nach Deutschland zurück, zunächst nach Stuttgart, 1947 dann nach Babelsberg, in die SBZ. 1950 wurde er Gründungsmitglied der Akademie der Künste der DDR. Für diese Aufgabe bedankte man sich 1950 mit dem Nationalpreis der DDR; diese Auszeichnung wurde ihm nochmals 1955 und 1964 verliehen. Im selben Jahr berief man ihn zum Kulturattaché in Prag, dieses Amt hatte er bis 1951 inne. Anlässlich seines 70. Geburtstages verlieh man ihm den Karl-Marx-Orden und den Ehrentitel Dr. phil. h.c. der Humboldt-Universität.
Im Alter von 74 Jahren starb Hans Marchwitza am 17. Januar 1965 in Potsdam. Seine Urne wurde in der Grabanlage „Pergolenweg“ des Zentralfriedhofs Friedrichsfelde in Berlin-Lichtenberg beigesetzt.

### Ehen
Hans Marchwitza war zweimal verheiratet. 1942 lernte er in New York City Hilde Schottlaender, geb. Stern (1900–1961) kennen, die er 1945 heiratete und mit der er 1946 nach Deutschland zurückkehrte. In zweiter Ehe war Hans Marchwitza mit Hilde Gottwick (1905–1993) verheiratet. Ihre Urne wurde ebenfalls im „Pergolenweg“ beigesetzt.

## Nachwirkung
Die Deutsche Akademie der Künste der DDR vergab einen literarischen Hans-Marchwitza-Preis
Die 1973 in Woltersdorf eröffnete SED-Sonderschule für Kulturpolitiker trug bis zu ihrer Auflösung 1990 den Namen „Hans Marchwitza“.
Die Stadt Potsdam errichtete mit dem Umbau und der Erweiterung ihres Alten Rathauses 1966 das Kulturhaus „Hans Marchwitza“. Im Jahre 1995 wurde das Haus entwidmet, indem der Schriftzug des Dichters an der Fassade entfernt wurde. Mit dem Klubhaus der Bergarbeiter in Oelsnitz/Erzgeb. als Kulturhaus „Hans Marchwitza“ war ein weiteres Bauwerk während der DDR-Zeit nach ihm benannt. Seit 1979 trugen die 1. Polytechnische Oberschule des Berliner Stadtteils Marzahn sowie die anliegende Straße durch das Wohngebiet den Namen Marchwitzas. In der Stadt Hoyerswerda trug die 14. Polytechnische Oberschule den Namen „Hans Marchwitza“.
In Schneeberg (Erzgebirge) trägt bis heute eine Grundschule den Namen „Hans Marchwitza“. Neben der Straße in Berlin-Marzahn sind in Barth (Vorpommern-Rügen), Bad Belzig (Potsdam-Mittelmark), Biesenthal, Eberswalde (beide im Barnim), in Neubrandenburgs Vogelviertel, in Potsdams Stadtteil Zentrum Ost sowie im Leipziger Stadtteil Lößnig Straßen nach Marchwitza benannt.

## Bildliche Darstellung Marchwitzas

### Darstellung in der bildenden Kunst der DDR
- Walter Bullert: Hans Marchwitza (Porträtbüste, Bronze, um 1962)[4]

### Fotografische Darstellung
- Abraham Pisarek: Hans und Hilde Marchwitza[5]
- Johannes Riemann: Hans Marchwitza (1955)[6]

## Schriften
Seine autobiographische Trilogie „Die Kumiaks“ (1934, 1952, 1959) und seine Autobiographie „Meine Jugend“ (1947) liefern Skizzen aus dem Leben deutscher Arbeiterfamilien in Schlesien und im Ruhrgebiet.
- Von der ersten Arbeiterkorrespondenz zur ersten Kurzgeschichte. In: Die Linkskurve. 1. Jg. Nr. 2. September 1929, S. 18–20.
- Severings Waffenstillstand. In: Die Linkskurve. 2. Jg. Nr. 2. Februar 1930, S. 5–14.
- Bilder aus Nordwest. In: Die Linkskurve. 2. Jg. Nr. 8. August 1930, S. 7–10.
- Sturm auf Essen. Internationaler Arbeiter-Verlag, Berlin 1930. (=Der Rote 1 Mark-Roman 1) (Reportage, 1930)
- Schacht vor Kohle. Internationaler Arbeiter-Verlag, Berlin 1931.
- Walzwerk (Roman, 1932)
- Die Kumiaks (Roman, 1934) Deutsches Reich
- Meine Jugend (1947) Volk und Welt Berlin (Digitalisat)
- In Frankreich (1949) Rütten & Loening, Potsdam
- Unter uns (Erzählungen aus älterer und jüngerer Zeit, 1950) Rütten & Loening, Potsdam
- Mein Anfang (Erzählungen, 1950) Rütten & Loening, Potsdam
- Die Heimkehr der Kumiaks (Roman, 1952) Tribüne Verlag und Druckereien des FDGB Berlin
- Roheisen (Roman, 1955)
- Die Kumiaks und ihre Kinder (Roman, 1959) Verlag Tribüne Berlin
- In Amerika (Roman, 1961)
- Gedichte (1965)
- In Frankreich / In Amerika (1971) (Die Autobiographien von 1949 und 1961 in einem Band)
- Hanku. Eine Kindheit (1974)
- Werke in Einzelausgaben. 8 Bände. Verlag Tribüne, Berlin 1976 bis 1982.

## Auszeichnungen
- 1950 Nationalpreis der DDR für Kunst und Literatur für sein literarisches Gesamtwerk
- 1954 Vaterländischer Verdienstorden
- 1954 koreanischer Staatsbannerorden III. Klasse
- 1955 Nationalpreis der DDR für Kunst und Literatur für seinen Roman „Roheisen“
- 1959 Literatur-Preis des Freien Deutschen Gewerkschaftsbundes
- 1960 Dr. phil. h. c. der Humboldt-Universität zu Berlin
- 1960 Ehrenbürger der Stadt Potsdam
- 1960 Karl-Marx-Orden
- 1964 Nationalpreis der DDR I. Klasse für Kunst und Literatur